# Lovenechinus
Lovenechinus is een monotypisch geslacht van uitgestorven zee-egels die leefden in het Vroeg-Carboon.

## Beschrijving
Deze zee-egels met een diameter van 7,5 tot tien centimeter, kenmerkten zich door de grote, bolronde schaal met lange ambulacraalvelden. Elk van deze velden bestond uit vier rijen kleine plaatjes. Tussen de groeven bevonden zich vier tot zeven rijen met grotere platen.